# جلان موراكامي
جلان موراكامي (بالإنجليزية: Glen Murakami)‏ هو كاتب سيناريو ومنتج تلفزيوني ورسام رسوم متحركة أمريكي، (و. 1968  م).

## وصلات خارجية
- جلان موراكامي على موقع IMDb (الإنجليزية)
- جلان موراكامي على موقع ألو سيني (الفرنسية)
- جلان موراكامي على موقع أول موفي (الإنجليزية)
- جلان موراكامي على موقع قاعدة بيانات الفيلم (الإنجليزية)
- جلان موراكامي على موقع كينوبويسك (الروسية)